# Merodon kiritschenkoi
Merodon kiritschenkoi is een vliegensoort uit de familie van de zweefvliegen (Syrphidae). De wetenschappelijke naam van de soort is voor het eerst geldig gepubliceerd in 1960 door Stackelberg.